# トニー・タナー
ポール・アントニー・タナー（Paul Antony Tanner ；1935年3月18日 - 1998年12月5日）は、20世紀中期のイギリスの文学批評家であり、アメリカ文学研究の先駆者である。彼はケンブリッジ大学のキングズ・カレッジのフェローであり、1960年から1998年の死去までの38年間、教鞭をとり、研究を続けた。

## 初期の人生
ポール・アントニー・タナーは、サリー州リッチモンドで生まれ、第二次世界大戦中に南ロンドンで育てられた。彼の父は公務員であり、母は教師の訓練を受けていた。タナーはレインズ・パーク郡立グラマー・スクールに通い、その後、兵役を終えた後、ケンブリッジ大学のジーザス・カレッジに入学し、英文学を専攻した。彼の教師には、偉大なシェイクスピア学者であるA・P・ロッシターとフィリップ・ブロックバンクが含まれており、両者はタナーに永続的な影響を与えた。
1958年、彼はハークネス奨学金を受けてカリフォルニア州バークレーに留学し、そこで戦後のアメリカ文学と文化に初めて触れ、アメリカの美術評論家兼キュレーターである最初の妻、マルシア・タナー（旧姓アルブライト）と出会った。

## 後期の生活とキャリア
1960年、タナーはケンブリッジ大学キングズ・カレッジのフェローシップを受け、アメリカのトランセンデンタリスト（19世紀前半にアメリカで興隆した哲学的かつ文学的な運動を担った。ラルフ・ワルド・エマーソン、ヘンリー・デイヴィッド・ソロー、マーガレット・フラー等）の博士研究を開始した。当時、アメリカ文学はイギリスの大学で広く教えられておらず、その研究は比較的新しいと見なされていた。タナーの論文は1965年に『Reign of Wonder』として出版され、その功績により英文学部のポストに就任した。それ以降、タナーはアメリカ文学を英語のカリキュラムに含めることを積極的に推進し、彼の専門分野に関する講義、試験、アドバイスを広く行った。
1971年に出版された『City of Words』で、タナーは1950年から1970年までのアメリカ現代小説の包括的な研究を行った。彼は一時的にジョンズ・ホプキンス大学のポジションを受けたが、重度のうつ病を患った後、ケンブリッジ大学の元のポジションに再申請した。
彼の次の作品『Adultery and the Novel』（1979年）は、ゲーテ、フローベール、ルソーの精読を現代的な理論的アプローチと統合しようと試みたものである。バルティモアで初めてタナーを襲ったうつ病は再発し、さらに有害な飲酒問題も伴った。しかし、タナーは精神分析の期間と、彼の二番目の妻ナディア・フジーニの支援を受けて回復することができ、ヘンリー・ジェイムズとジェーン・オースティンという正統派の作家に戻り、1985年と1986年に、関連する著作を発表した。
1987年に、彼は『Scenes of Nature, Signs of Men』（ケンブリッジ大学出版）というエッセイ集を出版した。このエッセイ集は部分的に古いアメリカ文学について触れているが、現代アメリカ作家に関する4つのエッセイが含まれており、それらは1989年春の『Review of Contemporary Fiction』でスティーヴン・ムーアによって称賛された。
タナーの最後の著作『Venice Desired』は、バイロン、トーマス・マン、ジョン・ラスキン、マルセル・プルーストといった文学者の目を通じたヴェネツィアの描写を探求したものである。彼の最後の仕事は、新しいエブリマン・ライブラリーのためにシェイクスピアの戯曲の各序文を書くことであり、これを完成させた後、1998年に彼の死因となった病気に倒れた。
タナーの書評は定期的にロンドン・レビュー・オブ・ブックスに掲載されていた。ハーマン・メルヴィル、ラルフ・ワルド・エマーソン、ドン・デリーロ、トマス・ピンチョンを含む作家に関する12のエッセイ集『The American Mystery』は、2000年に死後出版された。